# Neoaliturus unicolor
Neoaliturus unicolor är en insektsart som beskrevs av Melichar 1902. Neoaliturus unicolor ingår i släktet Neoaliturus och familjen dvärgstritar. Inga underarter finns listade i Catalogue of Life.